# 中国人民解放军预备役部队
中国人民解放军预备役部队，是中國人民解放軍的後備力量，平時為平民和接受一定時長的軍事訓練，战时根据动员令可转为现役部队。预备役部队以少数现役军人为骨干，以预备役军官和士兵为基础，按照中国人民解放军的统一编制组建，属于人民解放军序列。解放军预备役部队接受中央军事委员会领导。

## 歷史
中国人民解放军预备役部队前身是1955年建立的预备役部队，但很快於1957年即被取消。
1983年，中共中央军委決定恢復組建預備役部隊，並正式起名為中国人民解放军预备役部队。1984年5月，預備役部隊寫入《中華人民共和國兵役法》。最初預備役部隊軍種僅為步兵，1990年代後發展為步兵、炮兵、装甲兵、工程兵、通信兵、防化兵等多兵種。中国人民解放军预备役部队建立之初受军队与地方中共党委、人民政府双重领导。
1986年8月10日，預備役部隊被列入中國人民解放軍建制序列，預備役部隊的師、團級單位被授予番號和軍旗。
2020年7月1日起，预备役部队開始由军地双重领导调整为中共中央、中央军委领导。

## 選拔條件
预备役军官主要从符合条件的退伍军人、地方干部、人民武装干部、民兵干部、地方与军事专业对口的技术人员中選拔；预备役士兵主要从符合条件的退伍士兵、经过训练的民兵和地方与军事专业对口的人员中选编。预备役部隊每年一般进行240小时的军政训练。

### 预备役人员
预备役人员是一种兵役身份，概念不同于预备役部队。2021年10月1日新修订兵役法生效前，预备役人员包括预编到现役部队、编入预备役部队、编入民兵组织服预备役和以其他形式服预备役四种形式，其中只有编入预备役部队的预备役人员才属于预备役部队。新修订兵役法生效后，预备役人员包括预编到现役部队和编入预备役部队服预备役两种形式。预备役部队由预备役人员以及少数现役军人构成，但预备役人员不全属于预备役部队。